# An Cựu
An Cựu là một phường thuộc thành phố Huế, Việt Nam.

## Địa lý
Phường An Cựu có vị trí địa lý:
- Phía bắc giáp phường Vỹ Dạ.
- Phía nam giáp phường Thủy Xuân.
- Phía đông giáp phường Thanh Thủy.
- Phía tây giáp phường Thuận Hóa.

## Lịch sử
Trong các tác phẩm địa phương chí cổ như Ô Châu cận lục (thế kỷ XVI), Phủ biên tạp lục (thế kỷ XVIII)... đều có đề cập đến một ngôi làng cổ An Cựu, nằm bên bờ sông An Cựu. Đến đầu thời nhà Nguyễn, thôn An Cựu thuộc tổng Vĩ Dã, huyện Hương Trà, phủ Thừa Thiên. Vị trí của thôn An Cựu nằm về phía Nam bên ngoài Kinh thành Huế. Vào thời Minh Mạng, từ năm 1835, xã An Cựu thuộc tổng An Cựu, huyện Hương Thủy; về sau được chia làm hai phần, gọi là An Cựu Đông và An Cựu Tây. 
Ngày 12 tháng 7 năm 1899, dưới tác động của chính quyền thực dân Pháp, vua Thành Thái đã ban Dụ thành lập thị xã Huế (Centre urbain de Hué), với địa phận được quy định bao gồm cả Kinh thành và các vùng phụ cận quanh và dải đất dọc theo bờ nam sông Hương, tức bao gồm cả một số làng thuộc các huyện Hương Trà, Hương Thủy, phủ Thừa Thiên, bao gồm cả thôn An Cựu. Tuy nhiên, đến năm 1935, Huế mới chính thức trở thành đơn vị hành chính độc lập, không còn tình trạng nhập nhằng địa giới xen với các huyện Hương Trà, Hương Thủy. Thôn An Cựu bị tách thành 2 phần: một phần vẫn thuộc về xã An Cựu của huyện Hương Thủy, phủ Thừa Thiên; phần còn lại (trong đó có chợ An Cựu) được nhập vào các phường Phú Nhuận, Phú Hội thuộc thị xã Huế.
Sau Cách mạng tháng 8, chính quyền Việt Minh nhập toàn bộ địa bàn xã An Cựu vào xã mới An Thủy thuộc huyện Hương Thủy, tỉnh Thừa Thiên. Tuy nhiên sau khi tái kiểm soát Trung Bộ, chính quyền thực dân Pháp vẫn sử dụng tổ chức hành chính cũ. Năm 1958, chính quyền Việt Nam Cộng hòa, thành lập xã Thủy An trên đất của xã An Cựu, thuộc quận Hương Thủy, tỉnh Thừa Thiên.
Ngày 24 tháng 2 năm 1976, Chính phủ Cách mạng lâm thời Cộng hòa miền Nam Việt Nam ban hành Nghị định số 3/NQ/1976 về việc hợp nhất tỉnh Quảng Bình, Quảng Trị, Thừa Thiên và thành phố Huế thành một tỉnh, lấy tên là tỉnh Bình Trị Thiên. Xã Thủy An thuộc huyện Hương Thủy, tỉnh Bình Trị Thiên. Ngày 11 tháng 3 năm 1977, Hội đồng Chính phủ ban hành Quyết định số 62-CP, sáp nhập phần lớn huyện Phú Vang và huyện Hương Thủy để thành lập huyện Hương Phú. Xã Thủy An thuộc vào huyện Hương Phú. Đến ngày 11 tháng 9 năm 1981, Hội đồng Bộ trưởng ra Quyết định 64-HĐBT, theo đó, xã Thủy An được tách khỏi huyện Hương Phú để sáp nhập vào thành phố Huế.
Ngày 6 tháng 1 năm 1983, Hội đồng Bộ trưởng có Quyết định 03-HĐBT phân vạch địa giới một số xã, phường và thị trấn thuộc tỉnh Bình Trị Thiên. Theo đó, phường An Cựu được thành lập trên cơ sở tách một phần phường Vĩnh Lợi và một phần xã Thủy An.
Ngày 27 tháng 3 năm 2007, xã Thủy An được giải thể để thành lập 2 phường mới là An Tây và An Đông (với địa bàn chính trên phần đất An Cựu Tây và An Cựu Đông xưa) thuộc thành phố Huế, tỉnh Thừa Thiên Huế.
Ngày 30 tháng 11 năm 2024, Ủy ban Thường vụ Quốc hội ban hành Nghị quyết số 1314/NQ-UBTVQH15 về việc sắp xếp đơn vị hành chính cấp huyện, cấp xã của thành phố Huế mới. Theo đó, các phường An Cựu, An Đông và An Tây thuộc quận Thuận Hóa mới thành lập thuộc thành phố Huế. 
Ngày 16 tháng 6 năm 2025, Ủy ban Thường vụ Quốc hội ban hành Nghị quyết số 1675/NQ-UBTVQH15 về việc sắp xếp đơn vị hành chính cấp xã của thành phố Huế năm 2025. Theo đó, sắp xếp toàn bộ diện tích tự nhiên, quy mô dân số của các phường An Đông, An Tây và An Cựu thành phường mới có tên gọi là phường An Cựu.